# Лукашов Василь Самійлович
Василь Самійлович Лукашов (*4 січня 1944; с. Слобода-Гулівська, Барський р-н, Вінницька обл.) — український товарознавець, кандидат технічних наук, доцент кафедри книгознавства та комерційної діяльності Української академії друкарства. 

## Біографічні відомості
Навчався у Гулівській середній школі на Вінниччині. Професійну освіту здобув у Вінницькому кооперативному технікумі за
спеціальністю «Товарознавство книги», який закінчив з відзнакою в 1963 р.
Згодом навчався у Львівському торговельно-економічному інституті; у 1970 р. отримав диплом з відзнакою за спеціальністю
«Товарознавець вищої кваліфікації». Цього ж року був зарахований на посаду
асистента кафедри «Товарознавство непродовольчих товарів», а через декілька
місяців вступив до аспірантури при цій же кафедрі. У 1977 р. захистив дисертацію
«Оцінка якості склоемалевих покриттів побутового
посуду», здобувши науковий ступінь кандидата технічних наук, у
1980 р. отримав звання доцента.
Після навчання в аспірантурі працював на посадах
асистента, старшого викладача, доцента кафедри товарознавства непродовольчих
товарів Львівського торговельно-економічного інституту (Львівської комерційної
академії). За час роботи опублікував низку наукових праць, присвячених
дослідженню споживних властивостей і якостей товарів; підручників, навчальних і
навчально-методичних посібників для студентів вищих навчальних закладів.
Від вересня 2003 року працює на посаді доцента кафедри
книгознавства та комерційної діяльності Української академії друкарства: спершу 
—
за сумісництвом, а згодом — за
основним місцем роботи. Викладає такі професійно-орієнтовані дисципліни, як
«Теоретичні основи товарознавства», «Непродовольчі товари», «Харчові товари»,
«Оцінювання відповідності» та «Експертиза товарів».

## Нагороди
Нагороджений медаллю за освоєння цілинних земель.

## Публікації

### Навчальні видання
- Товарознавство виробів господарського призначення : навчально-наочний посібник / Доманцевич Н.І., Галик І.С., Лукашов В.С. — Львів : Видавництво ЛКА, 2013. — 144 с.
- Товарознавство непродовольчих товарів : навчальний посібник. Ч. 3 : Товари господарського призначення : навчальний посібник для самостійної роботи студентів товарознавчо-комерційного профілю вищих навчальних закладів. / Доманцевич Н. І., Полікарпов І. С., Галик І. С., Лукашов В. С. — Львів : Видавництво ЛКА, 2013. — 208 с.
- Устаткування закладів готельно-ресторанного господарства : кредитно-модульна система організації навчального процесу : методичні вказівки та завдання до практичних занять і самостійної роботи, тести : для студентів денної та заочної форм навчання освітньо-кваліфікаційного рівня «бакалавр» напряму підготовки 6.140401 «Готельно-ресторанна справа» / [укладачі : В.С. Лукашов, Ю.А. Пелех] ; Укоопспілка, Львівська комерційна академія. - Львів : Видавництво ЛКА, 2011. — Ч. 1 / [уклад. : Лукашов В. С., Пелех Ю. А.]. — 73 с. : рис., табл.
- Товарознавство. Непродовольчі товари : вироби господарського та культурно-побутового призначення : навчально-наочний посібник / І. С Полікарпов, І. І. Шийко, І. С. Галик, В.С. Лукашов. — Львів : Магнолія 2006, 2011. — 296 с.
- Товарознавство. Непродовольчі товари : господарські, будівельні та товари культурно-побутового призначення : завдання та методичні вказівки до лабораторних занять і самостійної роботи / Галик І. С.,Беднарчук М. С., Лукашов В.С.,Шийко І. І. — Л. : Видавництво ЛКА, 2010. — 171 с.
- Теоретичні основи товарознавства : підручник / Жук Ю.Т., Жук В.А., Гаврилишин В. В., Лукашов В.С., Кисляк Н.К., Орлова Н.Я. — Львів : Компакт-ЛВ, 2009. — 480 с.
- Товарознавство непродовольчих товарів : тестові завдання з дисципліни / І.С. Полікарпов, Б.Д. Семак, І.С. Галик, Лукашов В.С. – Львів : Видавництво ЛКА, 2009. – 304 с.
- Патентознавство : кредитно-модульна система організації навчального процесу : навчально-методичний посібник / [уклад. Н.Р. Джурик, В.С. Лукашов] ; Укооспілка, Львівська комерційна академія. — Львів : Видавництво ЛКА, 2009. —  175 с. : табл.
- Теоретичні основи товарознавства : методичні вказівки для лабораторних практичних та семінарських занять для студентів товарознавчих спеціальностей / В. С. Лукашов, Л.В. Пелик. — Львів : Видавництво ЛКА, 2007. — 40 с.
- Товарознавство непродовольчих товарів : навчально- наочний посібник. Ч. 5 : Теоретичні основи товарознавства / укл. В.С. Лукашов [та ін.]. — Львів : Видавництво ЛКА, 2007. — 111 с. : схеми.
- Товарознавство непродовольчих товарів. Товари із пластмас, хімічні товари : завдання для лабораторних занять для студентів спец. 7.050301-7.050303. / В.С. Лукашов, М.С Беднарчук, І.С. Галик, А.М. Уська, О.В.Сафронова. — Львів : Видавництво ЛКА, 2005. — 28 с.
- Товарознавство непродовольчих товарів. Металогосподарські товари : завдання для лабораторних занять для студентів спец. 7.050301-7.050303. / В. С. Лукашов, А.М. Уська, О.В.Сафронова, І.І. Шийко. — Львів : Видавництво ЛКА, 2005. — 16 с.
- Товарознавство непродовольчих товарів : опорний конспект лекцій. Ч. 3 : Товари господарського призначення / уклад. В. С. Лукашов [та ін.] ; Укоопспілка, Львівська комерційна академія. — Львів : Видавництво ЛКА, 2003. — 128 с. : табл.
- Товарознавство непродовольчих товарів : опорний конспект лекцій. Ч. 5: Теоретичні основи товарознавства / уклад. В.С. Лукашов [та ін.]. — Львів : Видавництво ЛКА, 2003. — 95 c.

### Наукові праці
- Особливості формування властивостей надійності непродовольчих товарів в ринкових умовах / В.С. Лукашов // Науково-технічна конференція професорсько-викладацького складу, наукових працівників і аспірантів (5–8 лютого 2013 року) : тези доповідей / Міністерство освіти і науки, молоді та спорту ; Українська академія друкарства. — Львів, 2013. — С. 147.
- Товарне маркування як об’єктивно необхідний  елемент ідентифікації взуття в умовах ринку / Попович Н.І., Беднарчук М.С., Лукашов В.С. // Вісник Хмельницького національного університету: технічні науки. – Хмельницький : ХНУ, 2013. — № 1 (197). — С.278-281.